# Número de Genocchi
Los números de Genocchi, así nombrados en honor a Angelo Genocchi, son una sucesión de enteros, Gn que satisfacen la siguiente relación:
{\displaystyle {\frac {2t}{e^{t}+1}}=\sum _{n=1}^{\infty }G_{n}{\frac {t^{n}}{n!}}}.
Los primeros números de Genocchi son 1, -1, 0, 1, 0, -3, 0, 17, 0, -155, 0, 2073, 0, -38227, 0, 929569 ((sucesión A001469 en OEIS)).
Los términos de índice impar mayor que 1 (G2n+1)son iguales a 0. Los términos de índice par se pueden expresar como:
{\displaystyle G_{2n}=2(1-2^{2n})B_{2n}=2nE_{2n-1}(0),}
donde Bn es un número de Bernoulli y En(x) es un polinomio de Euler.
D. Terr demostró en 2004 que los únicos números de Genocchi que son primos son G6 = -3 y G8 = 17.